# 노건우 (축구 선수)
노건우(한국 한자: 盧建宇, 2000년 12월 10일 ~ )는 대한민국의 축구 선수로, 포지션은 미드필더이다. 현재 K리그2 전남 드래곤즈 소속이다.